# Дворец Тарновских
Дзиковский замок или Замок Тарновских, Дворец Тарновских (пол.  Zamek Dzikowski, Zamek Tarnowskich, Pałac Tarnowskich) — историческо-архитектурный памятник, находящийся в городе Тарнобжег, Польша. Дзиковский замок являлся родовым поместьем графского рода Тарновских.

## История
Строительство Дзиковского замка было начато в XV веке. Первоначально замок планировался как оборонное здание. В XVII и XVIII веках замок был переоборудован для нужд шляхетского рода Тарновских, именем которого он стал называться. К замку были добавлены фортификационные сооружения. В 1830 году замок был перестроен в неоготическом стиле по проекту архитектора Франциска Марии Ланци. В нём расположился музей, в котором разместились произведения искусства, библиотека и архив, предоставленные жителями Тарнобжега. В 1834 году в музей были переданы коллекция Тарновских, содержащая картины европейских художников XVI—XVIII вв., обширную библиотеку с рукописью книги «Пан Тадеуш» Адама Мицкевича, родовой архив Тарновских, а также предметы народного искусства. XIX веке вокруг замка был разбит парк.
В 1929 году случился пожар, после которого здание было перестроено в барочном стиле.
В 2003 году Министерство культуры Польши объявило Дзиковский замок музеем. С 2006 года в замке проводится ремонт, который планируется закончить в 2011 году. После ремонта в замке планируется разместить часть Дзиковской коллекции. В 2007 году замок был передан Историческому музею города Тарнобжега.